# سان باسكوال (آبلة)
بلدية سان باسكوال (بالإسبانية: San Pascual) هي بلدية تقع في مقاطعة آبلة التابعة لمنطقة قشتالة وليون وسط إسبانيا.

## الديموغرافيا
بلغ عدد سكان بلدية سان باسكوال 48 نسمة عام 2011 (وفقاً للمعهد الوطني للإحصاء الإسباني).
| 59 | 57 | 52 | 47 | 48 | 52 | 48 |